# 梅尔奇·陶马什
梅尔奇·陶马什（匈牙利語：Märcz Tamás，1974年7月17日—），匈牙利男子水球运动员。他曾代表匈牙利国家队参加2000年夏季奥林匹克运动会水球比赛，获得一枚金牌。